# Peter Plum
Peter Plum (* 11. September 1937 in Aachen) ist ein deutscher Orgelbauer in Marbach am Neckar.

## Leben
Als 15-Jähriger bewarb sich Plum als Lehrling in einem Aachener Orgelbaubetrieb als Orgelbauzeichner. Nach der Lehre war Plum zunächst in Belgien, dann an verschiedenen Stationen in Afrika tätig, wo er Instrumente aus der Ludwigsburger Orgelbaufirma Walcker instand setzte und stimmte.
1958 kehrte Plum nach Deutschland zurück und begann als einer von gut 20 Zeichnern bei Walcker zu arbeiten. Parallel zur Arbeit besuchte er die Oscar-Walcker-Berufsschule und schloss sie 1964 mit der Meisterprüfung ab. Im selben Jahr gründete Plum sein eigenes Konstruktionsbüro in Marbach. Er konstruierte Orgeln, die er individuell in den Kirchenraum einplante und dabei auch die vorhandenen Gegebenheiten, wie etwa Kirchenfenster, in das instrumentale Gesamtbild einpasste. Gemeinsam mit seinen Mitarbeitern hat Orgelbauer Peter Plum dort bis ins Jahr 2002 hinein gewirkt. Die Stimm- und Wartungsverträge übernahm 2003 Friedrich Lieb.

## Werkliste (Auswahl)
| Jahr | Ort                           | Gebäude                | Bild | Manuale | Register | Bemerkungen |
| ---- | ----------------------------- | ---------------------- | ---- | ------- | -------- | ----------- |
| 1969 | Stuttgart-Rohracker           | Bernhardskirche        |      | II/P    | 15       | → Orgel     |
| 1970 | Illingen                      | Cyriakuskirche         |      | II/P    | 22       | → Orgel     |
| 1972 | Münchingen                    | Johanneskirche         |      | II/P    | 22       | → Orgel     |
| 1973 | Untergruppenbach              | Johanneskirche         |      | II/P    | 19       | → Orgel     |
| 1974 | Ludwigsburg                   | Karlshöher Kirche      |      | II/P    | 32       |             |
| 1975 | Frankenbach, Heilbronn        | Albanskirche           |      | II/P    | 13       | → Orgel     |
| 1976 | Stuttgart-Zuffenhausen        | Johanneskirche         |      | II/P    | 15       | → Orgel     |
| 1976 | Nunningen-Oberkirch           | St. Urs und Viktor     |      | II/P    | 24       | → Orgel     |
| 1976 | Brislach                      | St. Peter              |      | II/P    | 12       | → Orgel     |
| 1977 | Stuttgart-Heslach             | St. Josef              |      | II/P    | 27       |             |
| 1977 | Lichtenstein-Unterhausen      | Johanneskirche         |      | II/P    | 17       |             |
| 1978 | Künzelsau                     | St. Paulus             |      | II/P    | 28       | → Orgel     |
| 1979 | Ditzingen                     | Konstanzer Kirche      |      | II/P    | 28       | → Orgel     |
| 1981 | Tübingen-Lustnau              | Evangelische Kirche    |      | II/P    | 21       | → Orgel     |
| 1981 | Beihingen, Freiberg am Neckar | Amanduskirche          |      | II/P    | 21       | → Orgel     |
| 1984 | Güglingen                     | Heilige Dreifaltigkeit |      | II/P    | 9        |             |
| 1984 | Stuttgart-Stammheim           | Johanneskirche         |      | II/P    | 20       | → Orgel     |
| 1984 | Wernau (Neckar)               | St. Erasmuskirche      |      | II/P    |          |             |
| 1987 | Sindelfingen                  | St. Joseph             |      | II/P    | 22       | → Orgel     |
| 1987 | Gingen a. d. Fils             | Johanneskirche         |      | II/P    | 24       |             |
| 1989 | Bad Wildbad                   | Stadtkirche            |      | II/P    | 27       | → Orgel     |
| 1990 | Oberesslingen                 | St. Albertus Magnus    |      | III/P   | 39       |             |
| 1992 | Pfedelbach                    | Peter- und Paulskirche |      | II/P    | 29       | → Orgel     |
| 1993 | Neckarweihingen               | Auferstehung Christi   |      | II/P    | 15       | → Orgel     |
| 1995 | Böblingen                     | St. Maria              |      | III/P   | 25       |             |
| 1995 | Kuppingen                     | St. Antonius           |      | II/P    | 17       | → Orgel     |
| 2000 | Steinhilben                   | St. Pankratius         |      |         | 20       |             |
| 2000 | Buchholz in der Nordheide     | St. Paulus             |      | II/P    | 23       |             |
| 2002 | Wald (Gunzenhausen)           | St. Martin und Ägidius |      | II/P    | 19       | → Orgel     |